# Supercoupe d'Islande de football 1979
La supercoupe d'Islande de football 1979 était la 11e édition de la Supercoupe islandaise.

Ce sont les clubs qualifiés pour la Coupe d'Europe qui participent à la Supercoupe, c'est-à-dire le champion, le vainqueur de la Coupe et le club le mieux classé (le 2e ou le 3e si le vainqueur de la Coupe se classe 2e). Les 3 clubs s'affrontent en matchs aller et retour avant le début de la saison, l'équipe classée première à la fin des matchs remporte la compétition.

C'est la dernière édition qui utilise cette formule. À partir de la saison prochaine, la Supercoupe se dispute sous forme d'un match unique entre le champion d'Islande et le vainqueur de la Coupe d'Islande.

## Les clubs participants
- Valur Reykjavik - Champion d'Islande 1978
- ÍA Akranes - Vainqueur de la Coupe d'Islande 1978
- ÍBK Keflavík - Qualifié pour la Coupe UEFA après avoir fini 3e (l'IA Akranes, vainqueur de la Coupe, se classe 2e)

## Compétition

### Classement
Le barème de points servant à établir le classement se décompose ainsi :
- Victoire : 2 points
- Match nul : 1 point
- Défaite : 0 point

| Rang | Équipe          | Pts | J | G | N | P | Bp | Bc | Diff |  | Résultats (▼ dom., ► ext.) | Val | Kefl | Akr |
| ---- | --------------- | --- | - | - | - | - | -- | -- | ---- |  | -------------------------- | --- | ---- | --- |
| 1    | Valur Reykjavik | 7   | 4 | 3 | 1 | 0 | 11 | 2  | +9   |  | Valur Reykjavik            |     | 3-0  | 4-0 |
| 2    | ÍBK Keflavík    | 3   | 4 | 0 | 3 | 1 | 2  | 5  | -3   |  | ÍBK Keflavík               | 1-1 |      | 0-0 |
| 3    | ÍA Akranes      | 2   | 4 | 0 | 2 | 2 | 2  | 8  | -6   |  | ÍA Akranes                 | 1-3 | 1-1  |     |